# خانیک (گناباد)
روستای خانیک، روستایی است از توابع بخش کاخک شهرستان گناباد در استان خراسان رضوی ایران. این روستا در ۳۰ کیلومتری شهر گناباد و بین این شهر و شهر فردوس واقع شده‌است.
بر اساس لغتنامه دهخدا: خانیک دهی است از دهستان برون بخش اسلامیه حومه شهرستان فردوس واقع در ۲۶ هزارگزی جنوب باختری شوسه فرعی گناباد به فردوس. این دهکده کوهستانی و هوایش معتدل و سکنه‌اش ۱۰۷۰ تن است و تعداد خانوار آن در زمستان ۱۰۰ خانوار و در تابستان به ۷۰۰ تا ۸۰۰ خانوار نیز می‌رسد که یکی از گروه اقوام اصیل که در این روستا زندگی می‌کنند درویش زاده می‌باشد. مذهب اهالی شیعه و زبان آنها فارسی است. آب آنجا از قنات و محصول آنجا گندم وجو و شغل اهالی زراعت است.
شغل اهالی روستا کشاورزی و دامداری بوده و این روستا با سطح زیر کشت بیش از 1000 هکتار اراضی کوهپایه ای سماق ، بزرگترین تولید کننده ی این محصول در سطح کشور می باشد .
این روستا دارای جاذبه‌های دیدنی بسیاری شامل قنات‌ها، چشمه‌ها، کوه‌ها و مراتع زیبایی می‌باشد.